# Copa Davis de 2016
A Copa Davis de 2016 (2016 Davis Cup by BNP Paribas) é a 105ª edição da principal competição do tênis masculino. Teve início em 2 de março e sua final será em 27 de novembro. No grupo mundial, 16 equipes disputam o título. A Argentina conquistou seu primeiro título da Copa Davis, após 4 vice-campeonatos, derrotando a Croácia na final. Federico Delbonis derrotou Ivo Karlović na partida final para dar à Argentina seu primeiro título da Copa Davis, o duelo marcou o retorno de Juan Martín del Potro contra Marin Čilić na quarta partida.

## Grupo Mundial
| Equipes Participantes | Equipes Participantes | Equipes Participantes | Equipes Participantes |
| Argentina             | Austrália             | Bélgica               | Canadá                |
| Croácia               | Estados Unidos        | Tchéquia              | Croácia               |
| França                | Alemanha              | Itália                | Japão                 |
| Reino Unido           | Polônia               | Sérvia                | Suíça                 |
| --------------------- | --------------------- | --------------------- | --------------------- |

### Jogos
|  |                                          |                              |                              |                                           |   |                                   |                                       |                                   |  |  |                                |                                |                                |  |  |                           |                           |                           |
|  | Primeira fase 4 a 6 de março             | Primeira fase 4 a 6 de março | Primeira fase 4 a 6 de março |                                           |   | Quartas de final 15 a 17 de julho | Quartas de final 15 a 17 de julho     | Quartas de final 15 a 17 de julho |  |  | Semifinais 16 a 18 de setembro | Semifinais 16 a 18 de setembro | Semifinais 16 a 18 de setembro |  |  | Final 25 a 27 de novembro | Final 25 a 27 de novembro | Final 25 a 27 de novembro |
|  | Primeira fase 4 a 6 de março             | Primeira fase 4 a 6 de março | Primeira fase 4 a 6 de março |                                           |   | Quartas de final 15 a 17 de julho | Quartas de final 15 a 17 de julho     | Quartas de final 15 a 17 de julho |  |  | Semifinais 16 a 18 de setembro | Semifinais 16 a 18 de setembro | Semifinais 16 a 18 de setembro |  |  | Final 25 a 27 de novembro | Final 25 a 27 de novembro | Final 25 a 27 de novembro |
|  | Birmingham, Reino Unido – duro (coberto) |                              |                              |                                           |   |                                   |                                       |                                   |  |  |                                |                                |                                |  |  |                           |                           |                           |
|  |                                          |                              |                              |                                           |   |                                   |                                       |                                   |  |  |                                |                                |                                |  |  |                           |                           |                           |
|  | 1                                        | Grã-Bretanha                 | 3                            |                                           |   |                                   |                                       |                                   |  |  |                                |                                |                                |  |  |                           |                           |                           |
|  | 1                                        | Grã-Bretanha                 | 3                            | Belgrado, Sérvia – saibro                 |   |                                   |                                       |                                   |  |  |                                |                                |                                |  |  |                           |                           |                           |
|  |                                          | Japão                        | 1                            |                                           |   |                                   |                                       |                                   |  |  |                                |                                |                                |  |  |                           |                           |                           |
|  |                                          | Japão                        | 1                            |                                           | 1 | Grã-Bretanha                      | 3                                     |                                   |  |  |                                |                                |                                |  |  |                           |                           |                           |
|  | Belgrado, Sérvia – duro (coberto)        |                              |                              |                                           | 1 | Grã-Bretanha                      | 3                                     |                                   |  |  |                                |                                |                                |  |  |                           |                           |                           |
|  |                                          |                              | 7                            | Sérvia                                    | 2 |                                   |                                       |                                   |  |  |                                |                                |                                |  |  |                           |                           |                           |
|  | 7                                        | Sérvia                       | 7                            | Sérvia                                    | 2 | 3                                 |                                       |                                   |  |  |                                |                                |                                |  |  |                           |                           |                           |
|  | 7                                        | Sérvia                       |                              |                                           |   | 3                                 | Glasgow, Reino Unido – duro (coberto) |                                   |  |  |                                |                                |                                |  |  |                           |                           |                           |
|  |                                          | Cazaquistão                  | 2                            |                                           |   |                                   |                                       |                                   |  |  |                                |                                |                                |  |  |                           |                           |                           |
|  |                                          | Cazaquistão                  | 2                            |                                           | 1 | Grã-Bretanha                      | 2                                     |                                   |  |  |                                |                                |                                |  |  |                           |                           |                           |
|  | Pésaro, Itália – saibro (coberto)        |                              |                              |                                           | 1 | Grã-Bretanha                      | 2                                     |                                   |  |  |                                |                                |                                |  |  |                           |                           |                           |
|  |                                          |                              | 6                            | Argentina                                 | 3 |                                   |                                       |                                   |  |  |                                |                                |                                |  |  |                           |                           |                           |
|  | 4                                        | Suíça                        | 6                            | Argentina                                 | 3 | 0                                 |                                       |                                   |  |  |                                |                                |                                |  |  |                           |                           |                           |
|  | 4                                        | Suíça                        | Pésaro, Itália – saibro      |                                           |   | 0                                 |                                       |                                   |  |  |                                |                                |                                |  |  |                           |                           |                           |
|  |                                          | Itália                       | 5                            |                                           |   |                                   |                                       |                                   |  |  |                                |                                |                                |  |  |                           |                           |                           |
|  |                                          | Itália                       | 5                            |                                           |   | Itália                            | 1                                     |                                   |  |  |                                |                                |                                |  |  |                           |                           |                           |
|  | Gdansk, Polônia – duro (coberto)         |                              |                              |                                           |   | Itália                            | 1                                     |                                   |  |  |                                |                                |                                |  |  |                           |                           |                           |
|  |                                          |                              | 6                            | Argentina                                 | 3 |                                   |                                       |                                   |  |  |                                |                                |                                |  |  |                           |                           |                           |
|  | 6                                        | Argentina                    | 6                            | Argentina                                 | 3 | 3                                 |                                       |                                   |  |  |                                |                                |                                |  |  |                           |                           |                           |
|  | 6                                        | Argentina                    |                              |                                           |   | 3                                 | Zagreb, Croácia – duro (coberto)      |                                   |  |  |                                |                                |                                |  |  |                           |                           |                           |
|  |                                          | Polónia                      | 2                            |                                           |   |                                   |                                       |                                   |  |  |                                |                                |                                |  |  |                           |                           |                           |
|  |                                          | Polónia                      | 2                            |                                           | 6 | Argentina                         | 3                                     |                                   |  |  |                                |                                |                                |  |  |                           |                           |                           |
|  | Guadalupe, França – saibro               |                              |                              |                                           | 6 | Argentina                         | 3                                     |                                   |  |  |                                |                                |                                |  |  |                           |                           |                           |
|  |                                          |                              |                              | Croácia                                   | 2 |                                   |                                       |                                   |  |  |                                |                                |                                |  |  |                           |                           |                           |
|  |                                          | Canadá                       | 0                            | Croácia                                   | 2 |                                   |                                       |                                   |  |  |                                |                                |                                |  |  |                           |                           |                           |
|  |                                          | Canadá                       | 0                            | Třinec, República Tcheca – duro (coberto) |   |                                   |                                       |                                   |  |  |                                |                                |                                |  |  |                           |                           |                           |
|  | 5                                        | França                       | 5                            |                                           |   |                                   |                                       |                                   |  |  |                                |                                |                                |  |  |                           |                           |                           |
|  | 5                                        | França                       | 5                            |                                           |   | 5                                 | França                                | 3                                 |  |  |                                |                                |                                |  |  |                           |                           |                           |
|  | Hanover, Alemanha – duro (coberto)       |                              |                              |                                           |   | 5                                 | França                                | 3                                 |  |  |                                |                                |                                |  |  |                           |                           |                           |
|  |                                          |                              | 3                            | Chéquia                                   | 1 |                                   |                                       |                                   |  |  |                                |                                |                                |  |  |                           |                           |                           |
|  |                                          | Alemanha                     | 3                            | Chéquia                                   | 1 | 2                                 |                                       |                                   |  |  |                                |                                |                                |  |  |                           |                           |                           |
|  |                                          | Alemanha                     |                              |                                           |   | 2                                 | Zadar, Croácia – duro (coberto)       |                                   |  |  |                                |                                |                                |  |  |                           |                           |                           |
|  | 3                                        | Chéquia                      | 3                            |                                           |   |                                   |                                       |                                   |  |  |                                |                                |                                |  |  |                           |                           |                           |
|  | 3                                        | Chéquia                      | 3                            |                                           |   | 5                                 | França                                | 2                                 |  |  |                                |                                |                                |  |  |                           |                           |                           |
|  | Melbourne, Austrália – grama             |                              |                              |                                           |   | 5                                 | França                                | 2                                 |  |  |                                |                                |                                |  |  |                           |                           |                           |
|  |                                          |                              |                              | Croácia                                   | 3 |                                   |                                       |                                   |  |  |                                |                                |                                |  |  |                           |                           |                           |
|  |                                          | Estados Unidos               | 3                            | Croácia                                   | 3 |                                   |                                       |                                   |  |  |                                |                                |                                |  |  |                           |                           |                           |
|  |                                          | Estados Unidos               | 3                            | Portland, Estados Unidos – duro           |   |                                   |                                       |                                   |  |  |                                |                                |                                |  |  |                           |                           |                           |
|  | 8                                        | Austrália                    | 1                            |                                           |   |                                   |                                       |                                   |  |  |                                |                                |                                |  |  |                           |                           |                           |
|  | 8                                        | Austrália                    | 1                            |                                           |   |                                   | Estados Unidos                        | 2                                 |  |  |                                |                                |                                |  |  |                           |                           |                           |
|  | Liège, Bélgica – saibro (coberto)        |                              |                              |                                           |   |                                   | Estados Unidos                        | 2                                 |  |  |                                |                                |                                |  |  |                           |                           |                           |
|  |                                          |                              |                              | Croácia                                   | 3 |                                   |                                       |                                   |  |  |                                |                                |                                |  |  |                           |                           |                           |
|  |                                          | Croácia                      | 3                            | Croácia                                   | 3 |                                   |                                       |                                   |  |  |                                |                                |                                |  |  |                           |                           |                           |
|  |                                          | Croácia                      | 3                            |                                           |   |                                   |                                       |                                   |  |  |                                |                                |                                |  |  |                           |                           |                           |
|  | 2                                        | Bélgica                      | 2                            |                                           |   |                                   |                                       |                                   |  |  |                                |                                |                                |  |  |                           |                           |                           |
|  | 2                                        | Bélgica                      | 2                            |                                           |   |                                   |                                       |                                   |  |  |                                |                                |                                |  |  |                           |                           |                           |

## Repescagem
As partidas da repescagem aconteceram entre os dias 16 de setembro e 18 de setembro, entre os perdedores da 1ª rodada do Grupo Mundial e os vencedores do Grupo I dos zonais continentais.
| Local       | Time 1      | Placar | Time 2      |
| ----------- | ----------- | ------ | ----------- |
| Uzbequistão | Uzbequistão | 2 x 3  | Suíça       |
| Bélgica     | Bélgica     | 4 x 0  | Brasil      |
| Austrália   | Austrália   | 3 x 0  | Eslováquia  |
| Canadá      | Canadá      | 5 x 0  | Chile       |
| Rússia      | Rússia      | 3 x 1  | Cazaquistão |
| Índia       | Índia       | 0 x 5  | Espanha     |
| Alemanha    | Alemanha    | 3 x 2  | Polônia     |
| Japão       | Japão       | 5 x 0  | Ucrânia     |

## Zona Americana

### Grupo I
| Cabeças de chave: 1. Brasil 2. Colômbia | Demais nações: - Barbados - República Dominicana - Equador - Chile |

### Grupo II
| Cabeças de chave: 1. Venezuela 2. Uruguai 3. México 4. El Salvador | Demais nações: - Guatemala - Paraguai - Peru - Porto Rico |

### Grupo III
| - Bahamas - Bermuda - Bolívia - Costa Rica - Cuba | - Honduras - Jamaica - Panamá - Trinidad e Tobago |

## Zona Ásia/Oceania

### Grupo I
| Cabeças de chave: 1. Uzbequistão 2. Índia | Demais nações: - China - Nova Zelândia - Paquistão - Coreia do Sul |

### Grupo II
| Cabeças de chave: 1. Taipé Chinês 2. Tailândia 3. Filipinas 4. Indonésia | Demais nações: - Kuwait - Malásia - Vietnã - Sri Lanka |

### Grupo III
| - Camboja - Hong Kong - Irã - Líbano - Oceania-Pacífico | - Qatar - Síria - Singapura - Turcomenistão |

### Grupo IV
| - Bahrein - Iraque - Jordânia - Mongólia - Mianmar | - Omã - Arábia Saudita - Tadjiquistão - Emirados Árabes Unidos |

## Zona Europa/África

### Grupo I
| Cabeças de chave: 1. Espanha 2. Eslováquia 3. Países Baixos 4. Ucrânia | Demais nações: \| - Áustria - Hungria - Israel - Portugal \| - Romênia - Rússia - Eslovênia - Suécia \| |
| - Áustria - Hungria - Israel - Portugal                                | - Romênia - Rússia - Eslovênia - Suécia                                                                 |

### Grupo II
| Cabeças de chave: 1. Lituânia 2. Dinamarca 3. Bielorrússia 4. Bulgária 5. Bósnia e Herzegovina 6. Letônia 7. Finlândia 8. África do Sul | Demais nações: - Egito - Geórgia - Luxemburgo - Mónaco - Noruega - Tunísia - Turquia - Zimbábue |

### Grupo III Europa
| - Moldávia - Irlanda - Chipre - Estônia - Montenegro - Grécia - Islândia | - São Marinho - Macedônia - Malta - Armênia - Noruega - Kosovo - Andorra |

### Grupo III África
| - Argélia - Benim - Botsuana - Camarões - Madagáscar - Marrocos | - Quênia - Moçambique - Namíbia - Nigéria |